# Koh-e Kasaghow
Koh-e Baghak – góra położona w prowincji Herat w Afganistanie. Jej szczyt znajduje się na wysokości 2415 m n.p.m., co pod tym względem czyni ją 226. w prowincji i 9672. w kraju.